# 馬克斯鎮區 (明尼蘇達州艾塔斯卡縣)
馬克斯鎮區（英語：Max Township）是位於美國明尼蘇達州艾塔斯卡縣的一個行政鎮區。

## 地方資料
馬克斯鎮區的面積為88.69平方千米，當中陸地面積為75.73平方千米，而水域面積為12.96平方千米。根據2020年美國人口普查的數據，當地共有人口127人，而人口密度為每平方千米1.43人。